# Автошлях Р 51
Автошлях Р 51 (у минулому — Т 2107) — регіональний автомобільний шлях в Україні, Мерефа — Лозова — Павлоград. Проходить територією Харківського, Чугуївського, Лозівського районів Харківської області та Павлоградського району Дніпропетровської області.
Загальна довжина — 158,5 км.

## Маршрут
| Автошлях Р 51            |                          |
| Харківська область       |                          |
| Харківський район        |                          |
| Мерефа                   | E105М18                  |
| Селекційне               | E105М18                  |
| Чугуївський район        |                          |
| Погоріле                 | Т 2102                   |
| Велетень                 |                          |
| Таранівка                |                          |
| Безпалівка               |                          |
| Лозівський район         |                          |
| Новоберецьке             |                          |
| Трійчате                 |                          |
| Нове                     |                          |
| Златопіль                | Т 2110                   |
| Паризьке                 |                          |
| Рідне                    |                          |
| Біляївка                 |                          |
| Шульське                 |                          |
| Краснопавлівка           |                          |
|                          | Р79                      |
| Герсеванівка             |                          |
| Чернігівське             |                          |
| Лиманівка                |                          |
| Лозова                   | Т 2121                   |
| Нова Іванівка            |                          |
| Дніпропетровська область |                          |
| Павлоградський район     |                          |
| Василівка                |                          |
| Варламівка               |                          |
| Катеринівка              |                          |
| Жемчужне                 | Т 0412                   |
| Юріївка                  |                          |
| Варварівка               |                          |
| Вербуватівка             |                          |
| Морозівське              |                          |
| Нові Вербки              |                          |
| Вербки                   |                          |
| Павлоград                | E50М30Т 0422Т 0408Т 0416 |

## Історія
2017 року почалися ремонтні дороги на автошляху в межах Харківської області. Протягом 2017—2018 років було відремонтовано 35 км дороги.
Станом на 2018 рік транспортний потік в межах Харківської області досягає 20 тис. автомобілів на добу.
У березні 2019 року на автошляху в межах Харківської області почалися комплексні ремонті роботи, які включатимуть ремонт 74 кілометрів автошляху, ремонт мостів у Таранівці, Катеринівці, транспортного шляхопроводу за Лозовою та міст через річку у селі Нова Іванівка, а також будівництво об'їзної дороги навколо міста Лозова (від смт Панютине до с. Нова Іванівка), довжина якої складе близько 2 км. Також буде на автошляху встановлено ваговий майданчик.
У травні 2019 року планується розпочати будівництво обхідної дороги навколо міста Лозова, що дозолить розвантажити міські дороги від десятитисячного потоку транзитних автомобілів та на 10 км скоротити шлях у бік Павлограду. Роботи проводитиме ДП «Дороги Харківщини».
На березень 2022 року в рамках програми "Велике будівництво" планувався початок капітального ремонту автошляху на території Дніпропетровської області, проте, через початок повномасштабного вторгнення військ РФ до України, ремонт так і не був початий. У травні найгіршу ділянку дороги було відремонтовано, незважаючи на близькість бойових дій.